# San Ignacio Cerro Gordo
San Ignacio Cerro Gordo är en kommun i Mexiko.   Den ligger i delstaten Jalisco, i den centrala delen av landet, 400 km väster om huvudstaden Mexico City. Antalet invånare är 20 323. Arean är 262 kvadratkilometer.
Terrängen i San Ignacio Cerro Gordo är platt åt nordost, men åt sydväst är den kuperad.
Följande samhällen finns i San Ignacio Cerro Gordo:
- Los Dolores
- La Trinidad
- Sacamecate
- La Virgencita
- El Tepozán
- San Nicolás
- Higuerillas
- El Ocote
- El Alto
- El Saucito
- Loma Alta
- El Salero
- San Ramón